# Gertrud Nunner-Winkler
Gertrud Nunner-Winkler (* 24. März 1941 in Nürnberg) ist eine deutsche feministische Soziologin, Psychologin und Autorin. Seit 2001 ist sie Professorin an der Ludwig-Maximilians-Universität München. Schwerpunkte ihrer Forschung sind Moral, Identität und Geschlechterrollen.

## Leben
Ihr Studium der Soziologie an den Universitäten München (LMU), University of Hull, Freie Universität Berlin und University of Chicago schloss sie 1970 mit der Promotion an der FU Berlin ab. Von 1971 bis 1981 arbeitete sie als wissenschaftliche Mitarbeiterin am Max-Planck-Institut zur Erforschung der Lebensbedingungen der wissenschaftlich-technischen Welt im Arbeitsbereich von Jürgen Habermas und forschte mit Rainer Döbert unter anderem zu moralischem Bewusstsein, Identitätskrisen und Adoleszenz.
1979 wurde sie an der Universität Bielefeld habilitiert. Ab 1981 war sie wissenschaftliche Mitarbeiterin am Max-Planck-Institut für Psychologische Forschung in der Abteilung von Franz Emanuel Weinert und von 1998 bis 2006 Leiterin der Arbeitsgruppe Moralforschung am Max-Planck-Institut für Psychologische Forschung (seit 2004 Max-Planck-Institut für Kognitions- und Neurowissenschaften, Abteilung Psychologie, München).
Im Wintersemester 1990/91 wurde Gertrud Nunner-Winkler Privatdozentin an der Ludwig-Maximilians-Universität München. 2001 trat sie ihre Professur an.

## Forschung
Ihre Beiträge zur internationalen Diskussion um eine spezifisch weibliche Moral, vor allem in Bezug auf die sogenannte Care-Ethik, sind im deutschen Sprachraum prägend. Breit rezipiert wurde ihre Untersuchung zur kindlichen Moralentwicklung. Ihre Forschungsschwerpunkte sind moralische Motivation, Wandel im Moralverständnis, Identität und Geschlechterrollen.
Sie war Mitherausgeberin der Fachzeitschrift Soziologische Revue.

## Bibliografie (Auswahl)
- Die demokratische Leistungsschule. Zur Begründung und Beschreibung der differenzierten Gesamtschule (mit Theodor Sander und Hans-Günter Rolff, 1967; 3. Auflage 1971)
- Chancengleichheit und individuelle Förderung. Eine Analyse der Ziele und Konsequenzen moderner Bildungspolitik  (Dissertation, 1971)
- Adoleszenzkrise und Identitätsbildung. Psychische und soziale Aspekte des Jugendalters in modernen Gesellschaften (mit Rainer Döbert, 1975)
- Soziologen im Studium. Eine Untersuchung zur Entwicklung fachspezifischer Einstellungen bei Studenten (mit Renate Mayntz, Karen Gottwald und Jochen Schulz zur Wiesch, 1982)
- Entwicklung des Ichs (hg., 1989)
- Weibliche Moral. Die Kontroverse um eine geschlechtsspezifische Ethik  (1991; Lizenzausgabe 1995)
- Moral und Person (hg., 1993)
- Zur Bestimmung der Moral (hg., 1996)
- Moral im sozialen Kontext (hg. mit Wolfgang Edelstein, 2000)
- Soziale Gerechtigkeit in der Politik: Orientierungen von Politikern in Deutschland und in den Niederlanden (hg., 2000)
- Integration durch Moral. Moralische Motivation und Ziviltugenden Jugendlicher (mit Marion Meyer-Nikele und Doris Wohlrab, 2006)
- Frühe Bindungen und moralische Entwicklung: Aktuelle Befunde zu psychischen und sozialen Bedingungen moralischer Eigenständigkeit (hg. mit Christel Hopf, 2007)
- Gender Differences in Moral Motivation (hg., 2007)